# Крона (англійська монета)
Крона (англ. crown — корона) — назва англійських, а згодом британських монет у 5 шилінгів.

## Історія англійської крони
Спочатку так назвали золоту монету, випущену у невеликій кількості в 1526 році королем Генріхом VIII за зразком французької золотої монети «золотий екю з сонцем». Вона отримала назву «крона з розою» (на реверсі була зображена роза на гербовому щиті) і прирівнювалася до 4 шилінгів 6 пенсам. Дотепер збереглись тільки єдині екземпляри цієї монети.
У тому ж 1526 році (або на початку 1527 року) почали випускати нову золоту монету — так звану «крону з подвійною розою». Вона була прирівняна до 5 шилінгів, вагою 3,11 г і містила 2,85 г золота.
У 1551 році була випущена перша срібна крона із зображенням короля Едуарда VI. Вона також порівнювалася з 5 шилінгами та вагою 31,014 г (містила 28,546 г срібла), що відповідало європейському талеру. Срібну крону випускали протягом 1551-1554 років.
Королева Єлизавета (1558-1603) відновила карбування золотої крони, проте знизила її вагу до 2,78 г (2,55 г золота). У 1601 році карбування золотої крони призупинилося і знову була почате карбування срібної крони.
Король Яків I (1603-25) одночасно карбував як золоту крону (так звану «британську»), так і срібну крону (її вагу було знижено до 29 807 г, а вміст срібла — до 27 527 г). Обидві ці монети прирівнювалися 5 шилінгам.
Одночасне карбування золотої та срібної крони продовжувалося до 1662 року, після чого в 1663 році золоту крону в якості основної золотої монети Англії змінила гінея.
Регулярне карбування срібних крон номіналом 5 шилінгів тривала до 1751 року, після чого у зв'язку з великим дефіцитом срібла в Англії припинилося на 67 років.
У цей період потреба у великій срібній монеті привела до неофіційного звернення в якості «крони» іспанської монети у 8 реалів; в 1797 році для її легалізації на монеті стали карбувати восьмикутний штамп з портретом короля Георга III. У 1804 році Англійський банк перекарбував іспанські долари: на аверсі накарбували зображення англійського короля Георга III, на реверсі — надпис Банку Англії, дата 1804 і номінал 5 шилінгів і долар.
У 1818 році після довгого переривання було відновлена регулярне карбування власне англійської крони. Монета стала вагою 28,276 г срібла 925-ї проби (містила 26,155 г чистого срібла). На аверсі був зображений портрет монарха, на реверсі — сюжет «Святого Георгія, що вбиває змія».
Цей високохудожній штемпель створив італійський медальєр Бенедетто Пеструччі, який працював на Лондонському монетному дворі в 1816-25 роках (штемпель зі Святим Георгієм використовувався також при карбуванні суверена і півсоверена).
Крони зі Святим Георгієм на реверсі карбували при Георгу III, Георгу IV, потім при королеві Вікторії (з 1887 року) і королі Едуарді VII (1902). Останній раз Святий Георгій з'явився на кроні Георга VI («Фестивальна» крона 1951 року).
Починаючи з часів Карла II на гурті срібних крон починають карбувати напис опуклими літерами. Спочатку це був рік від початку правління, вказаний латинським словом (PRIMO, SECVUNDO, QUINTO тощо) або римськими цифрами; пізніше додається напис "ANNO REGNI ххх" або "DECUS ET TUTAMEN". ANNO REGNI ххх». Остання наносилася на гурт до 1935 року. У короткий проміжок часу, з 1887 по 1892 крони випускаються із звичайним рубчастим гуртом.
Нерідко крони випускали як нагородні або колекційні монети.
За королеви Вікторії крони карбували в 1844-45 і 1847 роках, причому в 1847 році було випущено два різні варіанти монети, один з яких — так звана «готична» крона.
З 1887 року розпочато регулярне карбування крони (з 1893 року — з новим портретом).
За Едуарда VII крону випускали тільки в 1902 році.
При Георгі V її карбували щорічно з 1927 по 1936 рік, в 1935 випустили спеціальну ювілейну крону на честь 25-річного ювілею царювання Георга V. У царювання короля Георга VI випустили два варіанти крон: коронаційну (193; з мідно-нікелевого сплаву, тому що всі англійські монети з 1947 стали карбувати з цього сплаву (на реверсі знову використовували зображення Святого Георгія, що вбиває змія).
Королева Єлизавета II випускала в обіг крони з мідно-нікелевого сплаву: коронаційну (1953), звичайну крону в 1960 і в 1965 на смерть Вінстона Черчилля.
На деяких кронах карбували номінал 5 шилінгів.

## Англійська монета півкрони
У 1526 році, тоді ж коли була випущена перша золота крона, була випущена золота монета півкрони (half crown).
Пізніше, як і крону, монети півкрони періодично випускали в золоті та сріблі (перша срібна півкрони була випущена в 1551). 
У 1751-1816 роках монету півкрони не випускали, після чого почали карбувати регулярно. Монета важила 14,1 гр і мала в діаметрі 32 мм. Ці параметри зберігалися до переходу на десяткову монетну систему 1971 року.
З 1947 року випускалися мідно-нікелеві півкрони.
Монету півкрони випускала також Ірландія до переходу на десяткову систему (востаннє була випущена 1967 року)

## Англійська подвійна крона
У 1604-19 роках за короля Якова I замість монети в півсоверена карбували золоту монету в дві крони, але вже в 1611 році у зв'язку зі зростанням вартості золота її прирівняли до 11 шилінгів (а не 10, як дві крони).
Пізніше золоту монету у дві крони карбували при Карлі I й аж до 1662 року.

## Вплив англійської крони
На зразок Великої Британії крону карбували деякі її домініони.

## Англійська крона після 1971 року
Після переходу Великої Британії на десяткову монетну систему, розмір крони успадкувала монета 25 пенсів: вона важила 28,28 г і мала діаметр 38,61 мм. Випускали ювілейні 25 пенсів із мідно-нікелевого сплаву (карбували також колекційні срібні екземпляри); з 1990 року у зв'язку з інфляцією роль ювілейної «крони» почала виконувати монета 5 фунтів (5 pounds).

### Ювілейні монети 25 пенсів
- 1972 — 25 років весілля королеви Єлизавети II і принца Філіпа
- 1977 — 25 років правління королеви Єлизавети II
- 1980 — 80 років матері королеви
- 1981 — Весілля принца Уельського та леді Діани Спенсер

### Ювілейні монети 5 фунтів
- 1990 — 90 років матері королеви
- 1993 — 40 років коронації Єлизавети II
- 1996 — 70 років королеві Єлизаветі II
- 1997 — "золоте весілля" королеви Єлизавети II і принца Філіпа
- 1998 — 50 років з дня народження принца Уельського
- 1999 — пам'яті принцеси Діани
- 1999, 2000 — Millennium Crown
- 2000 — Millennium Dome Crown
- 2000 — 100 років від дня народження королеви-матері
- 2001 — 100 років зі смерті королеви Вікторії
- 2002 — 50 років правління королеви Єлизавети II
- 2002 — пам'яті королеви-матері
- 2003 — 50 років коронації Єлизавети II
- 2004 — 100-річчя створення Антанти (Entente Cordiale)
- 2005 — 200 років зі смерті адмірала Нельсона
- 2005 — 200 років Трафальгарській битві
- 2006 — 80 років королеві Єлизаветі II
- 2007 — «діамантове весілля» королеви Єлизавети II та принца Філіпа
- 2008 — 60 років з дня народження принца Чарльза
- 2008 — 450 років вступу на трон Єлизавети I
- 2009 —500 років вступу на трон Генріха VIII
- 2009 — Олімпіада: зворотний відлік 3
- 2009 — Олімпіада: 150 років Біг Бену
- 2010 — 350 років реставрації монархії
- 2010 — Олімпіада: зворотний відлік 2
- 2010 — Олімпіада: Черчилль